# Бакшеев, Алексей Проклович
Алексе́й Про́клович Бакше́ев (12 [24] марта 1873, посёлок Атамановский, Забайкальская область — 30 августа 1946, Москва) — офицер Забайкальского казачьего войска, герой Первой мировой войны, генерал-лейтенант Белой армии, политический деятель эмиграции.

## Биография

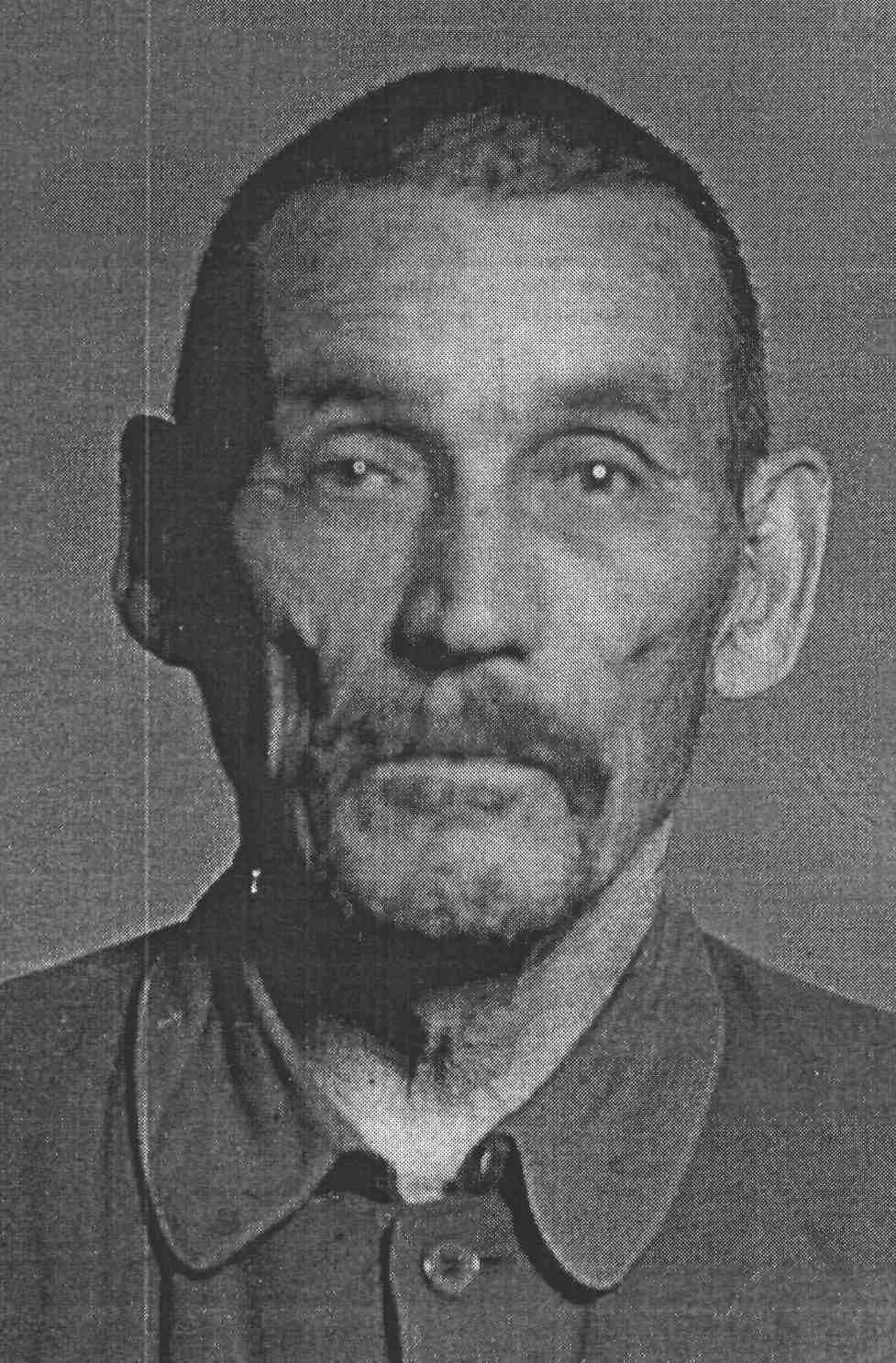
Снимок после ареста в 1945 году.

Происходил из забайкальских казаков. Родился в посёлке Атамановском станицы Титовской Забайкальской области.
В 1895 году окончил Читинское городское училище. Призван во 2-й Забайкальский казачий полк, позднее переименованный в 1-й Читинский полк. В 1897 году в звании младшего урядника направлен в Иркутское военное училище, откуда в 1899 году выпущен хорунжим в 1-й Аргунский полк. Участник Китайского похода 1900—1901 годов. Во время Русско-японской войны — командир сотни 1-го Аргунского полка. В 1908 году окончил Офицерскую стрелковую школу.
В Первую мировую войну — есаул 1-го Читинского полка. Был пожалован Георгиевским оружием
за то, что командуя в бою у д. Домбровка 12-го октября 1914 г. конно-пулемётною командою, искусным огнём пулемётов, энергичными и умелыми действиями способствовал спешенным сотням задержать обходящие правый фланг гренадер превосходные силы противника, чем много содействовал общему успеху.
и удостоен ордена Святого Георгия 4-й степени
за то, что 2 июля 1915 года, командуя сотней, атаковал, совместно с другими сотнями того же полка, в спешенном строю позицию, занятую неприятелем у д. Мокржец. Находясь под артиллерийским и действительным ружейным и пулемётным огнём неприятеля, есаул Бакшеев стремительно ворвался в окопы, подавая сотне пример храбрости и, выбив неприятеля, захватил с боя два действовавших пулемёта и пленных.
В бою у деревни Кобыльницы 16 июля 1915 года был тяжело ранен в руку и ногу, и в бессознательном состоянии взят в плен. Вернулся в полк после обмена пленными весной 1917 года. В том же году был произведён в войсковые старшины и назначен командиром 1-го Верхнеудинского полка.
Член Казачьего войскового правления (1917). В Гражданскую войну — в Особом Маньчжурском отряде Г. М. Семёнова. Командир 1-й казачьей бригады (20.9.1918). 13 февраля 1919 года назначен начальником 1-го военного района Забайкальской области. 16 июня 1919 года избран заместителем атамана Семёнова по должности войскового атамана Забайкальского казачьего войска. Был председателем казачьего войскового правления. Произведён Семёновым в генерал-майоры (06.01.1919).
В 1920 году эмигрировал в Маньчжурию. 12 июля 1922 года вступил в должность войскового атамана Забайкальского казачьего войска. Жил в Харбине. Член Дальневосточного казачьего союза. Сотрудничал с японскими властями, в 1937—1938 годах, сменив на посту скончавшегося генерала В. В. Рычкова, возглавлял Бюро по делам российских эмигрантов (БРЭМ). С 1938 года начальник Захинганского бюро БРЭМ в Хайларе. С 20 декабря 1940 года — начальник Дальневосточного союза казаков.
В августе 1945 года захвачен в Маньчжурии советской контрразведкой. Осуждён вместе с атаманом Г. М. Семёновым, К. В. Родзаевским и др. Расстрелян 30 августа 1946 года. 26 марта 1998 года Военная коллегия Верховного Суда РФ пересмотрела уголовное дело в отношении всех подсудимых «семёновцев» (за исключением Семёнова), в том числе и Бакшеева. По статье 58-10 ч. 2 (антисоветская агитация и пропаганда) УК РСФСР дело в отношении всех подсудимых было прекращено за отсутствием состава преступления, в остальной части приговор оставлен в силе, а подсудимые признаны не подлежащими реабилитации.

## Награды
- Георгиевское оружие (ВП 04.07.1915);
- Орден Святого Георгия 4-й степени (ВП 06.11.1916).